# Anke Retzlaff
Anke Retzlaff (* 25. März 1989 in Hannover) ist eine deutsche Schauspielerin. 

## Werdegang
Retzlaff legte im Jahr 2008 ihr Abitur am Otto-Hahn-Gymnasium in Springe ab. Von 2008 bis 2010 studierte sie Musik an der Hochschule für Musik und Theater Hannover. Während ihres Studiums spielte sie in einigen Kurzfilmen und wirkte neben Ludwig Trepte in dem Musikvideo Louise der Berliner Pop-Rock-Band Eisblume in der Titelrolle mit. 2010 gab sie in Dirk Lütters Die Ausbildung als Zeitarbeitnehmerin Jenny ihre erste Hauptrolle in einem Langspielfilm. Anschließend wechselte sie zur Hochschule für Musik und Theater Rostock und schloss ihre Ausbildung 2014 dort mit dem Diplom in der Schauspielkunst ab. Sie spielte 2013 im Filmdrama Puppe von Sebastian Kutzli neben Corinna Harfouch die Hauptrolle. 2017 und 2020 war sie in der Kriminalfilmreihe Über die Grenze in einer der Hauptrollen zu sehen.
Retzlaff spricht neben Deutsch auch Englisch, Französisch und Spanisch.

## Auszeichnung
Für ihre Rolle als Anna in dem Filmdrama Puppe wurde sie 2013 für den Preis New Faces Award als beste Nachwuchsschauspielerin nominiert.

## Filmografie (Auswahl)

### Kino
- 2007: Zwischenraum (Kurzfilm von Corinna Funke und Lukas von Ranzau)
- 2009: Warzenputtel (Kurzfilm von Oliver Philipp und Martin Muser)
- 2010: Die Ausbildung (Spielfilm von Dirk Lütter)
- 2013: Puppe (Filmdrama von Sebastian Kutzli)
- 2014: Vorspiel (Kurzfilm von Aaron Arens)
- 2014: Geständnis (Kurzfilm von Aaron Arens)
- 2014: Ein alter Freund (Kurzfilm von Valentin Kruse)
- 2014: Mutterliebe (Kurzfilm von Gretta Sammalniemi)
- 2014: Montag (Kurzfilm von Katharina Bischof)
- 2014: Das Fremde an Dir (Kurzfilm von Valentin Kruse)

### Fernsehen
- 2015: Tatort: Borowski und der Himmel über Kiel (Fernsehreihe)
- 2015: Stralsund – Kreuzfeuer (Fernsehreihe)
- 2015, 2019: SOKO Leipzig (Fernsehserie, verschiedene Rollen, 2 Folgen)
- 2016: In aller Freundschaft – Die jungen Ärzte (Fernsehserie, Folge  Die entscheidenden Sekunden)
- 2016: Spreewaldkrimi – Spiel mit dem Tod (Fernsehreihe)
- 2017: SOKO München (Fernsehserie, Folge Tod auf Samtpfoten)
- 2017: Liebling, lass die Hühner frei
- 2017: Über die Grenze (Fernsehreihe)
  - 2017: Alles auf eine Karte
  - 2017: Gesetzlos
  - 2020: Racheengel
  - 2020: Rausch der Sterne
- 2018: Tatort: Bausünden
- 2018: Wir sind doch Schwestern
- 2018: Die Hälfte der Welt gehört uns – Als Frauen das Wahlrecht erkämpften (Dokudrama)
- 2019: SOKO Köln (Fernsehserie, 2 Folgen)
- 2019: Bettys Diagnose (Fernsehserie, Folge Gewissensbisse)
- 2019: Heldt (Fernsehserie, Folge Ab in die Tonne)
- 2020: Tatort: Kein Mitleid, keine Gnade
- 2020: Tatort: Monster
- 2020: Polizeiruf 110: Totes Rennen
- 2021: Marie Brand und der Tote im Trikot
- 2021: Die Chefin (Fernsehserie, Folge Frage der Moral)
- 2022: Tatort: Gier und Angst
- 2022: Das Quartett (Fernsehserie, Folge Tödliche Lieferung)
- 2022: WaPo Bodensee (Fernsehserie, Folge Altmetall)
- 2024: Für immer Sommer (Fernsehreihe, 2 Folgen)

### Musikvideo
- 2009: Louise (Eisblume – Regie: Christian Schwochow)

## Theater (Auswahl)
- 2012: Der Ritter vom Mirakel (Theater im Stadthafen Rostock)
- 2012: Faust 2 (Volkstheater Rostock)
- 2013: Die Möwe (Theater im Stadthafen Rostock)
- 2013: Verbrechen und Strafe (HMT Rostock)
- 2013: Dreizehndreidreizehn (Hebbel am Ufer, Berlin)
- 2014: Dreizehndreidreizehn (Ruhrfestspiele Recklinghausen)
- 2015: Romeo und Julia von William Shakespeare (neues theater Halle)